# Viva!
Viva! — первый концертный альбом британской рок-группы Roxy Music, изданный лейблом Island Records в августе  1976 года.

## Об альбоме
Запись альбома проходила в Аполло, Глазго в ноябре 1973 года, в  местечке Ньюкасл-апон-Тайн, и в ноябре 1974 года в Лондоне, на Wembley Arena. После окончания длительного турне в поддержку альбома Siren, музыканты решили выпустить концертный альбом.
Композиции «If There Is Something» (10:37) и «In Every Dream Home a Heartache» (8:23) являются наиболее продолжительными по звучанию и длительности в альбоме, а сам он состоит из восьми песен.
Viva! получил смешанные отзывы от критиков. Так, редактор сайта AllMusic назвал его «мощным» и «жестким», поставив ему 4.5 из 5 звезд. Роберт Кристгау не был доволен его неприятным звучанием, а также упомянул, что треки, взятые с первых альбомов Roxy Music, звучат лучше в оригинале, чем в концертных версиях Viva!, однако Кристгау отметил, что альбом звучит неплохо. The Rolling Stone Album Guide поставил альбому 2 из 5 звёзд.
Диск получил серебряный сертификат от британской ассоциации производителей фонограмм в 1977 году.

## Список композиций
Все песни написал Брайан Ферри за исключением отмеченного.

### Сторона 1
1. «Out of the Blue» (Брайан Ферри, Фил Манзанера) — 4:44
2. «Pyjamarama» — 3:36
3. «The Bogus Man» — 7:05
4. «Chance Meeting» — 2:58
5. «Both Ends Burning» — 4:46

### Сторона 2
1. «If There Is Something» — 10:37
2. «In Every Dream Home a Heartache» — 8:23
3. «Do the Strand» — 4:00

## Участники записи
Roxy Music:
- Брайан Ферри — вокал, клавишные
- Эдди Джобсон — струнные инструменты, синтезатор, клавишные
- Энди Маккей — гобой, саксофон
- Фил Манзанера — электрическая гитара
- Пол Томпсон — ударные

Другие участники:
- Джон Густафсон — бас-гитара в «Both Ends Burning»
- Джон Веттон — бас-гитара в «Out of the Blue», «The Bogus Man», «If There Is Something»
- Сал Майда — бас-гитара в «Pyjamarama» и «Chance Meeting».
- The Sirens — бэк-вокал в «Both Ends Burning»

## Чарты
| Страна         | Место |
| -------------- | ----- |
| Великобритания | 6     |
| Германия       | 48    |
| Канада         | 94    |
| Нидерланды     | 2     |
| Новая Зеландия | 20    |
| Норвегия       | 10    |
| Швеция         | 9     |

## Сертификации
| Регион                                                      | Сертификация | Продажи |
| ----------------------------------------------------------- | ------------ | ------- |
| Великобритания (BPI)                                        | Серебряный   | 60 000^ |
| ^ Данные о тиражах приведены только на основе сертификации. |              |         |